# Reims
Reims ([ʁɛ̃s] ⓘ, deutsch auch [ʁaɪ̯ms]), früher auch Rheims geschrieben, ist eine Stadt in der Champagne im Nordosten Frankreichs, etwa 130 Kilometer von Paris entfernt.
Reims ist der Sitz der Unterpräfektur des Arrondissements Reims im Département Marne in der Région Grand Est. Die Stadt ist Sitz eines Erzbischofs und besitzt seit 1971 (wieder) eine Universität. In Reims werden Champagner, aber auch Textilien, Nahrungsmittel sowie Ausrüstungsgegenstände für die Raumfahrt hergestellt. Die Geschichte der Stadt reicht bis in die Zeit vor der römischen Herrschaft zurück.
Im Gemeindeverband Reims Métropole leben derzeit ungefähr 220.000 Menschen, im Großraum der Stadt mit insgesamt 175 Gemeinden um die 290.000 Menschen.

## Geographische Lage und Klima
|                       | Jan  | Feb  | Mär  | Apr  | Mai  | Jun  | Jul  | Aug  | Sep  | Okt  | Nov | Dez |   |      |
| Mittl. Tagesmax. (°C) | 5,0  | 6,5  | 11,6 | 15,0 | 19,1 | 22,2 | 23,9 | 23,6 | 20,6 | 15,0 | 9,3 | 5,0 | ⌀ | 14,8 |
| Mittl. Tagesmin. (°C) | −1,0 | −0,6 | 1,4  | 4,2  | 7,4  | 10,6 | 12,6 | 12,5 | 10,1 | 6,1  | 3,0 | 0,3 | ⌀ | 5,6  |
|                       |      |      |      |      |      |      |      |      |      |      |     |     |   |      |
| Niederschlag (mm)     | 49   | 44   | 36   | 41   | 52   | 51   | 57   | 63   | 58   | 47   | 48  | 52  | Σ | 598  |
|                       |      |      |      |      |      |      |      |      |      |      |     |     |   |      |
| Sonnenstunden (h/d)   | 2,1  | 3,1  | 5,0  | 5,7  | 6,9  | 7,3  | 7,1  | 6,5  | 5,5  | 3,9  | 2,0 | 1,6 | ⌀ | 4,7  |
|                       |      |      |      |      |      |      |      |      |      |      |     |     |   |      |
| Regentage (d)         | 17   | 15   | 12   | 13   | 13   | 13   | 12   | 13   | 12   | 13   | 16  | 16  | Σ | 165  |

| −1,0 |

| −0,6 |

| 1,4 |

| 4,2 |

| 7,4 |

| 10,6 |

| 12,6 |

| 12,5 |

| 10,1 |

| 6,1 |

| 3,0 |

| 0,3 |

| −1,0 |

| −0,6 |

| 1,4 |

| 4,2 |

| 7,4 |

| 10,6 |

| 12,6 |

| 12,5 |

| 10,1 |

| 6,1 |

| 3,0 |

| 0,3 |

Reims liegt im Zentrum der Champagne, die den weiten, flach gestuften Ostteil des Pariser Beckens einnimmt. Die Stadt befindet sich in einer Ebene am rechten Ufer der Vesle, einem Zufluss der Aisne, und am Canal de l’Aisne à la Marne. Im Süden und im Westen erhebt sich die Montagne de Reims. Aus den Trauben der dortigen Weinberge wird der Champagner hergestellt. Ein Teil der Montagne de Reims gehört zum Regionalen Naturpark Montagne de Reims.

## Geschichte

### Römerzeit

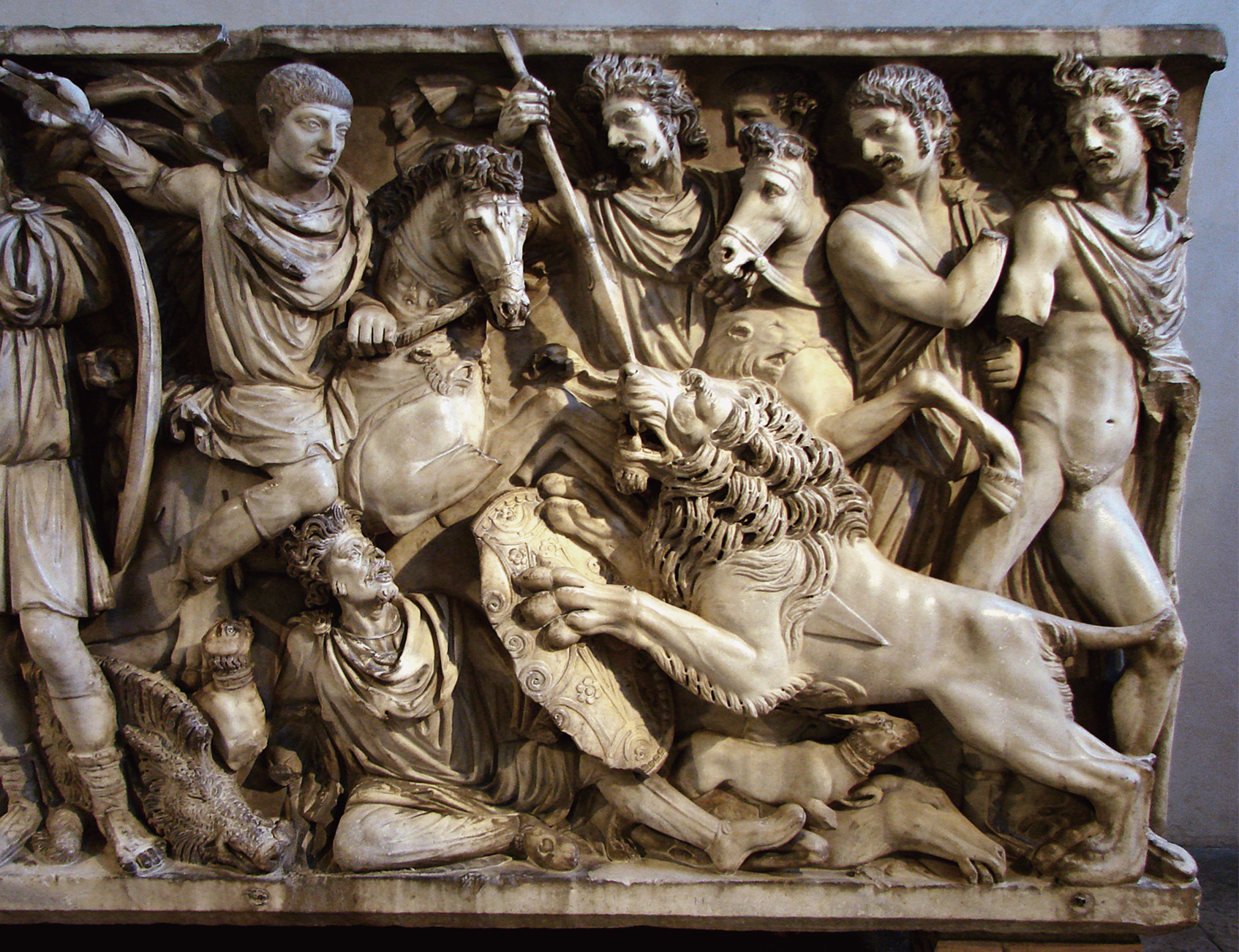
Sarkophag des Flavius Iovinus aus dem Museum Saint-Remi, drittes Jahrhundert

Die Gegend von Reims ist seit frühester Zeit besiedelt; so finden sich in der Umgebung bronzezeitliche Urnenfelder. „Der Legende nach wurde Reims von Remus gegründet, dem Bruder des Romulus, Gründer des antiken Roms. Die Einwohner der Region nahmen daher den Namen Rèmes an.“ Tatsächlich gründeten jedoch die Kelten um 80 v. Chr. eine städtische Siedlung (oppidum), die sie Durocorter – „runde Burg“ – nannten. Die Römer latinisierten diesen Namen zunächst zu Durocortorum. Nach der Eroberung durch die Römer im Gallischen Krieg wurde die Stadt in Civitas Remorum, nach den Remern, einem hier ansässigen romtreuen Unterstamm der Belger, umbenannt und war Hauptstadt der römischen Provinz Belgica. Die Privilegien, die die Stadt für ihre Treue erhielt, trugen mit zu ihrem Wohlstand bei.
In der Stadt hat sich ein römischer Triumphbogen, die Porte de Mars, erhalten. Südöstlich des Triumphbogens wurde im Jahr 1900 ein römischer Depotfund, der Schatz von Reims, gefunden.
Die Gegend wurde in spätrömischer Zeit christianisiert und die Stadt zum Bischofssitz erklärt. Im Jahre 336 besiegte der römische Statthalter Jovinus sogenannte Barbaren, nachdem diese in die Champagne eingefallen waren. Im Jahr 356 fand die Schlacht von Reims gegen ein alamannisches Heer statt.

### Mittelalter
Die Stadt stand über Jahrhunderte im Zentrum europäischer Geschichte. Um 401 wurde von Bischof Nicasus eine Kirche erbaut; der spätere Heilige kam beim Sturm der Vandalen auf die Stadt im Jahr 406 ums Leben. 451 eroberten die Hunnen unter Attila die Stadt, zogen aber nach der Schlacht auf den Katalaunischen Feldern (nicht weit von Reims) wieder ab. In der Kathedrale der Stadt wurde zwischen 497 und 499 Chlodwig I. durch Bischof Remigius getauft, was entscheidend für den Aufbau des Frankenreiches wurde. Die Bedeutung der Stadt, die bald auch Sitz eines Erzbischofs wurde, zeigt sich auch darin, dass sie bei den merowingischen Reichsteilungen Residenz eines Teilreichs war.
Im 8. Jahrhundert trafen sich der fränkische König Pippin der Jüngere in Reims mit Papst Stephan III. und später Papst Leo III. mit Karl dem Großen. 816 fand die erste Krönung in Reims statt, als der Franke Ludwig der Fromme, von seinem Vater Karl dem Großen schon zu dessen Lebzeiten zum Mitkaiser ernannt, nach Karls Tod von Papst Stephan IV. dort noch einmal zum Kaiser gekrönt wurde. Die Könige Karlmann I. († 771), Ludwig IV. († 954) und Lothar († 986) wurden in der Basilika Saint-Remi bestattet.
Im 10. Jahrhundert war der Erzbischof Adalberon maßgeblich daran beteiligt, dass die französische Regentschaft vom Haus der Karolinger auf die Kapetinger überging. Er sorgte, gemeinsam mit Gerbert von Aurillac, auch dafür, dass die Stadt mit ihrer Kathedralschule zu einem intellektuellen Zentrum des Frühmittelalters wurde. Stadtrechte sind für Reims seit 1139 dokumentiert. Als bedeutender Markt der Champagne besaß Reims auch einige wirtschaftliche Bedeutung. Reims blieb vom 12. bis zum 19. Jahrhundert die Stadt, in der die meisten französischen Könige gesalbt und gekrönt wurden; eine bewusste Anknüpfung an die von Chlodwig begonnene Tradition. So hatte es etwa eine hohe symbolische Bedeutung, als es den Franzosen unter Jeanne d’Arc während des Hundertjährigen Krieges gelang, die Engländer, die den Norden des Landes besetzt hatten, zurückzudrängen und Reims zurückzuerobern, wo dann Karl VII. im Jahre 1429 gekrönt werden konnte.

### Neuzeit

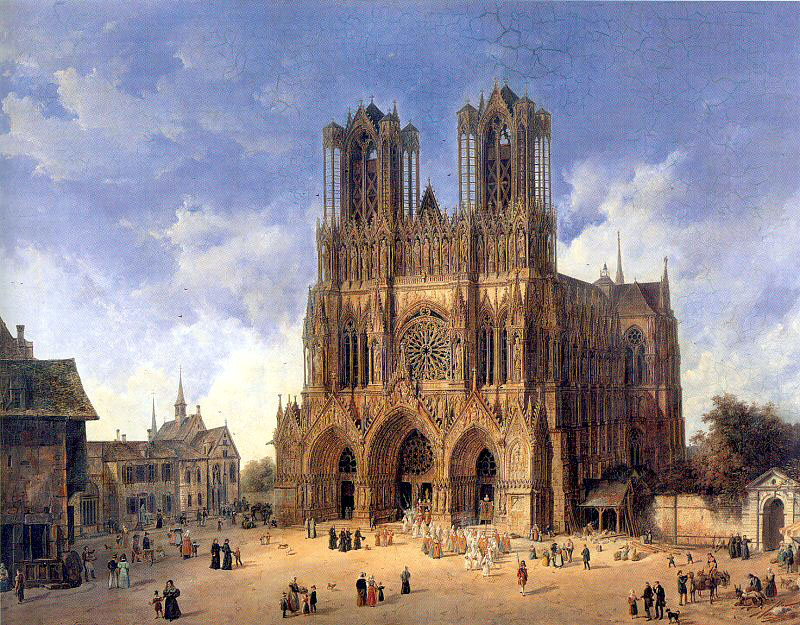
Domenico Quaglio: Die Kathedrale von Reims im ersten Drittel des 19. Jahrhunderts

Eine Rebellion der Bürger, die sich gegen die Erhebung der Salzsteuer richtete, wurde 1461 von Ludwig XI. niedergeschlagen. In den Hugenottenkriegen stand die Stadt ab 1585 auf Seiten der Katholischen Liga, unterwarf sich aber 1590 König Heinrich IV. Der Wohlstand der Stadt, der vor allem auf der Wollindustrie beruhte, zeigte sich u. a. im Bau repräsentativer Stadtpalais in der Zeit des Absolutismus.
1802 waren 12 % der Stadtbevölkerung Dienstboten. Infolge der Französischen Revolution wurde die Provinz Champagne aufgelöst und Reims dem neuen Département Marne zugeordnet. Die Krönung Napoleons erfolgte, anders als die der französischen Könige, nicht in Reims, sondern in Paris. Anfang 1814 war die Gegend von Reims hart umkämpft, ehe Napoleon abdankte. Mitte des 19. Jahrhunderts wurde die mittelalterliche Wehrmauer abgerissen. Allmählich setzte die Industrialisierung ein, 1854 erreichte die Eisenbahn Reims. 1870/71 machten die Preußen Reims zum Sitz eines Generalgouverneurs, wobei die Stadt unter hohen Kontributionen zu leiden hatte.
Vom 22. bis 29. August 1909 war Reims Schauplatz der ersten internationalen Flugwoche, in deren Verlauf Louis Blériot, Hubert Latham und Henri Farman mehrere Rekorde aufstellten.

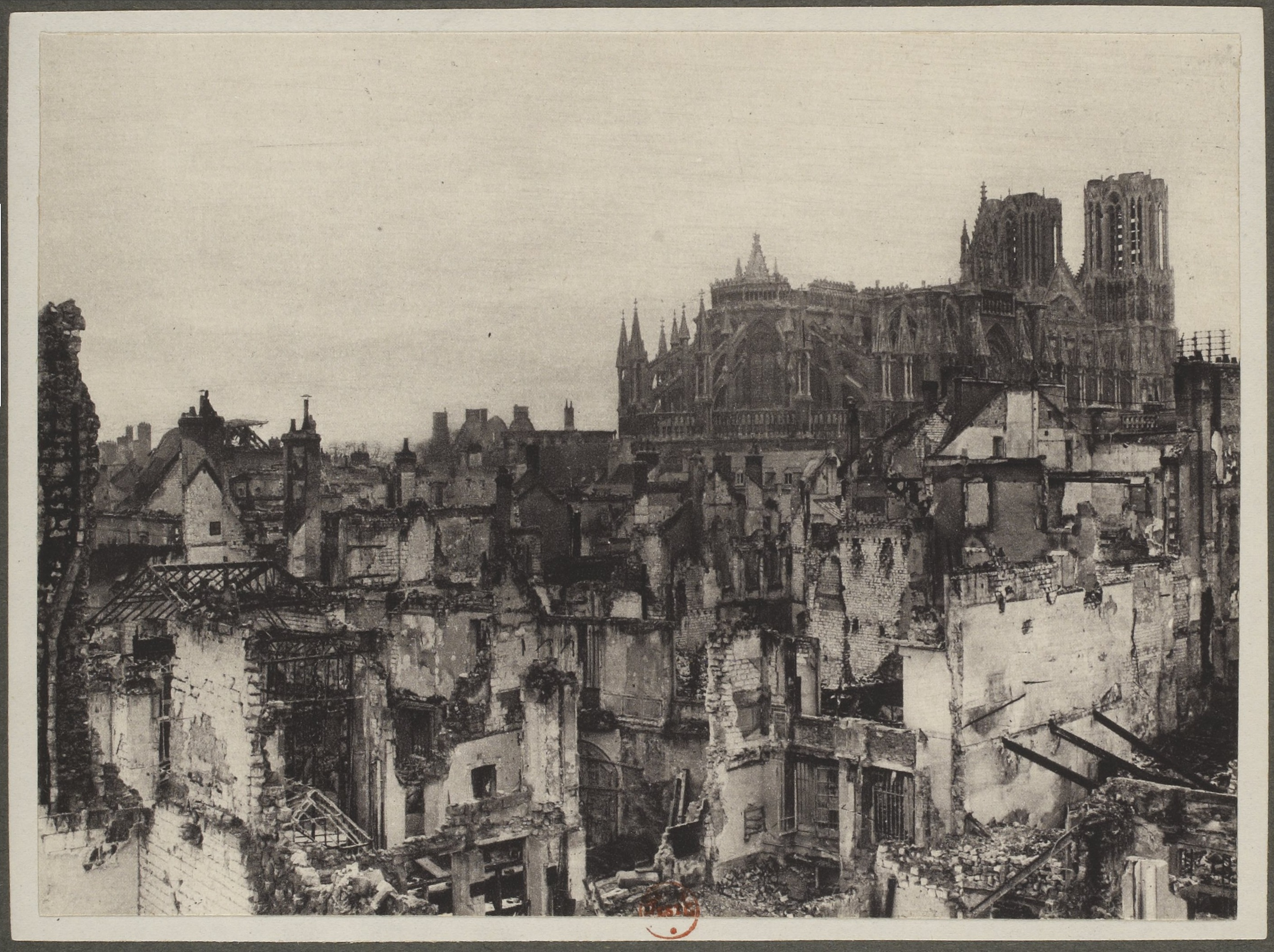
Im Ersten Weltkrieg zerstörte Innenstadt im Jahr 1916

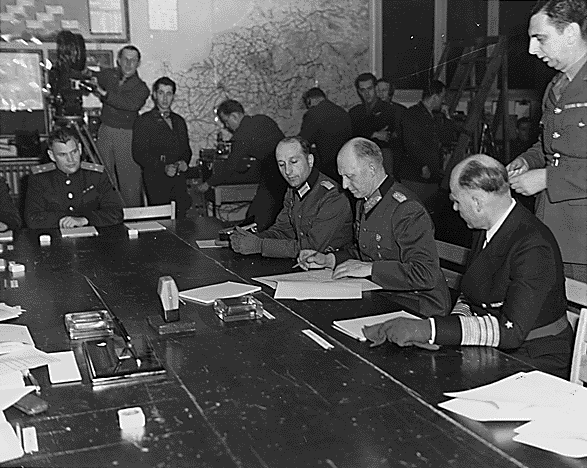
Unterzeichnung der deutschen Kapitulation am 7. Mai 1945

### Weltkriege und Wiederaufbau

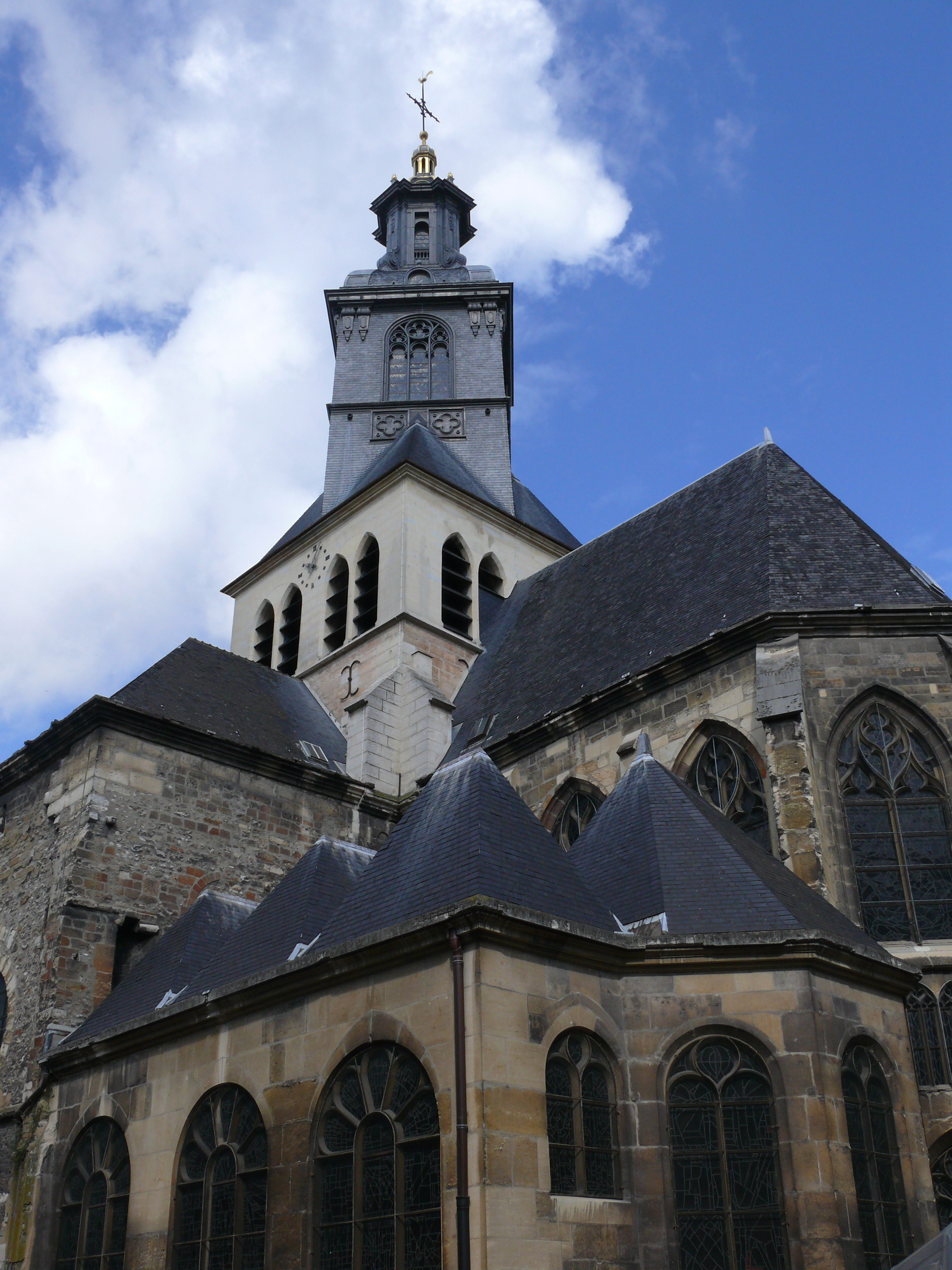
Rekonstruierter Glockenturm der Kirche Saint-Jacques

Im Ersten Weltkrieg wurde die Stadt, die 1914 etwa 120.000 Einwohner zählte und fast unmittelbar hinter der Frontlinie lag, vor allem von deutschen, aber auch französischen Artilleriegeschossen und Luftangriffen zu ungefähr 60 % verwüstet. Im März 1918 wurde die Zivilbevölkerung größtenteils evakuiert. Am 17. Januar 1919 rief die Comtesse de Mun die Aktion „Zurück nach Reims“ (Retour à Reims) ins Leben, wodurch rückkehrende Bedürftige gratis Matratzen, Möbel und Wäsche beziehen konnten. Vermögende Personen konnten für drei Monate Möbel mieten. Die Aktion „Zurück nach Reims“ führte außerdem vier öffentliche Kantinen. Im Juli 1919 wurde Reims anlässlich eines Besuchs des französischen Präsidenten Raymond Poincaré zur „Märtyrerstadt“ (ville martyre) erklärt. Es hatten sich erst 25.000 Einwohner in der Ruinenstadt wieder einrichten können.
Schon ab 1915 machten sich die Stadtoberen von Reims Gedanken über den Wiederaufbau. Im April 1920 verabschiedete die 1919 neu gewählte Regierung unter Bürgermeister Charles Roche einen ehrgeizigen Plan des US-amerikanischen Armeemajors Georges B. Ford zum Wiederaufbau. Der Wiederaufbau (reconstruction) der Innenstadt erfolgte in den 1920er Jahren im Stile des Art Déco. Der Wiederaufbau von Reims verwandelte die Stadt nun über Jahre hinweg in eine einzige Baustelle, zuerst mit dem Bau öffentlicher Gebäude und Handelshäuser sowie mit der Instandsetzung von Häusern, die man noch „retten“ konnte. Daraufhin erfolgte der komplette Neubau ganzer Straßenzüge. Der Wiederaufbau der Wohnbauten war im Wesentlichen um 1930 beendet, jener der Kathedrale erst 1938, jener der Basilika Saint-Remi 1958 und jener des Glockenturms der Kirche Saint-Jacques 1994.
Im Zweiten Weltkrieg wurde das von Deutschen besetzte Reims am 30. August 1944 befreit. Am 7. Mai 1945 unterzeichnete Generaloberst Alfred Jodl in einer Schule, dem heutigen Lycée Franklin Roosevelt, im damaligen Hauptquartier von General Dwight D. Eisenhower, Oberbefehlshaber des SHAEF, die bedingungslose Kapitulation der deutschen Wehrmacht. Nach den Entbehrungen, die vor allem die Kinder hart getroffen hatten, trat 1946 ein besonders kalter Winter ein. In Reims fiel das Thermometer im Januar 1947 auf minus 19 Grad Celsius, einer der tiefsten Werte in Frankreich.
In Reims fand 1962 das Versöhnungstreffen zwischen Präsident Charles de Gaulle und Konrad Adenauer statt. Das Grabmal des Edouard Marius Ivaldi in Nähe ist das einzige erhaltene individuelle Kriegsgrab.
Ab 1919 baute die Stadt die Cité-jardin du Chemin-Vert, eine Gartenstadt für Arbeiter. Bis 1922 wurden 36 Häuser mit 617 Wohnungen errichtet. Für die zugehörige Kirche Saint-Nicaise entwarf René Lalique die Fenster. Die Anlage steht unter Denkmalschutz.

### Bevölkerungsentwicklung
| Jahr      | 1962    | 1968    | 1975    | 1982    | 1990    | 1999    | 2011    | 2018    |
| Einwohner | 133.914 | 152.967 | 178.391 | 177.234 | 180.620 | 187.206 | 180.752 | 182.211 |

## Politik

### Wappen
Blasonierung: „In Silber unter mit goldenen Lilien versetzt besätem Schildhaupt zwei grüne, an beiden Enden gekreuzte und kranzweise gelegte Lorbeerzweige.“
(französisch: «D'argent aux deux rinceaux de laurier de sinople passés en double sautoir, au chef d'azur semé de fleurs de lys d'or.»)

### Partnerstädte

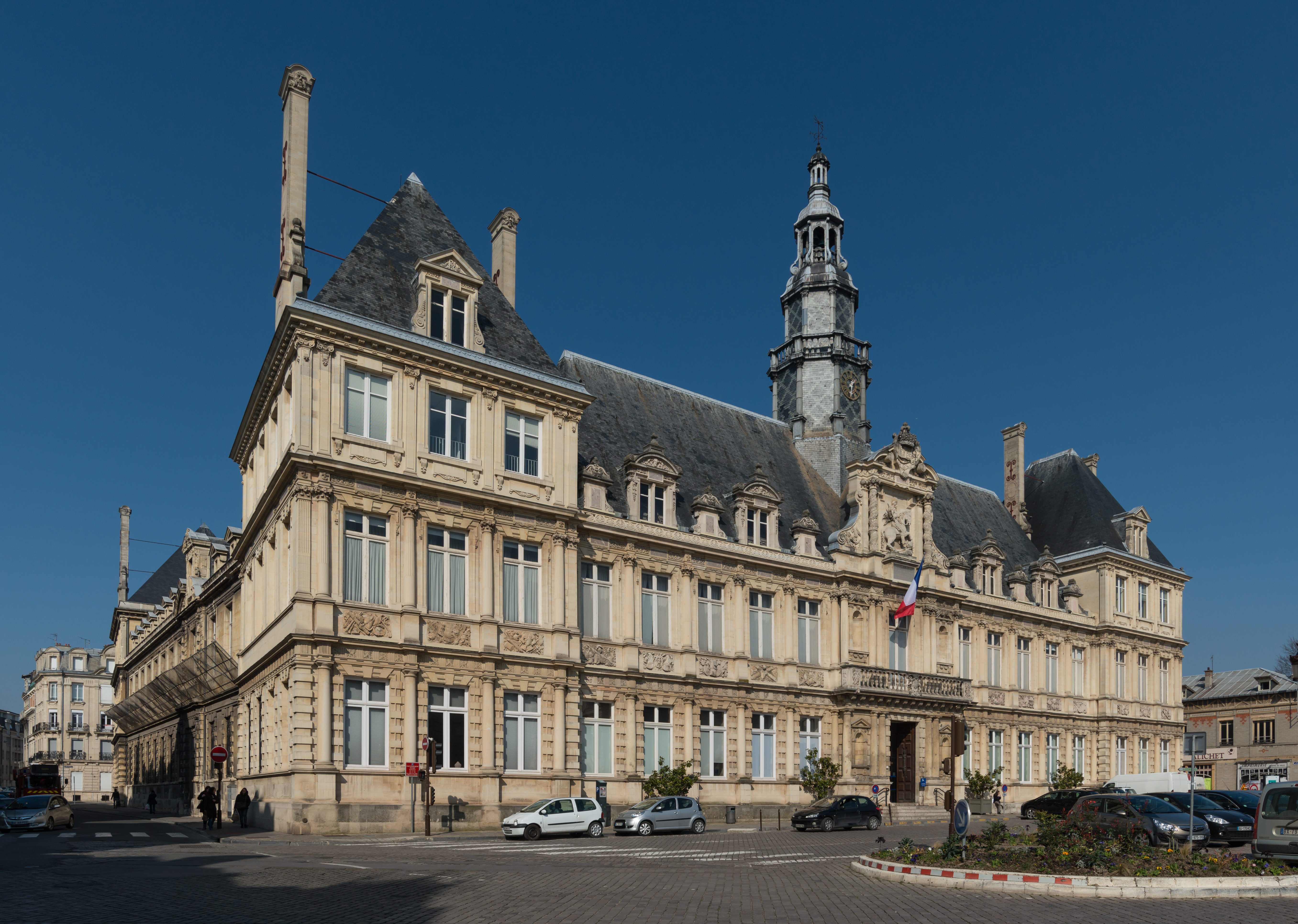
Hôtel de ville (Rathaus)

| Aachen, Deutschland (1967) Salzburg, Österreich (1964) Canterbury, Vereinigtes Königreich (1962) Kutná Hora, Tschechien (2008) Arlington County, Vereinigte Staaten (2004) Florenz, Italien (1954) Brazzaville, Republik Kongo (1961) |

## Kultur und Sehenswürdigkeiten

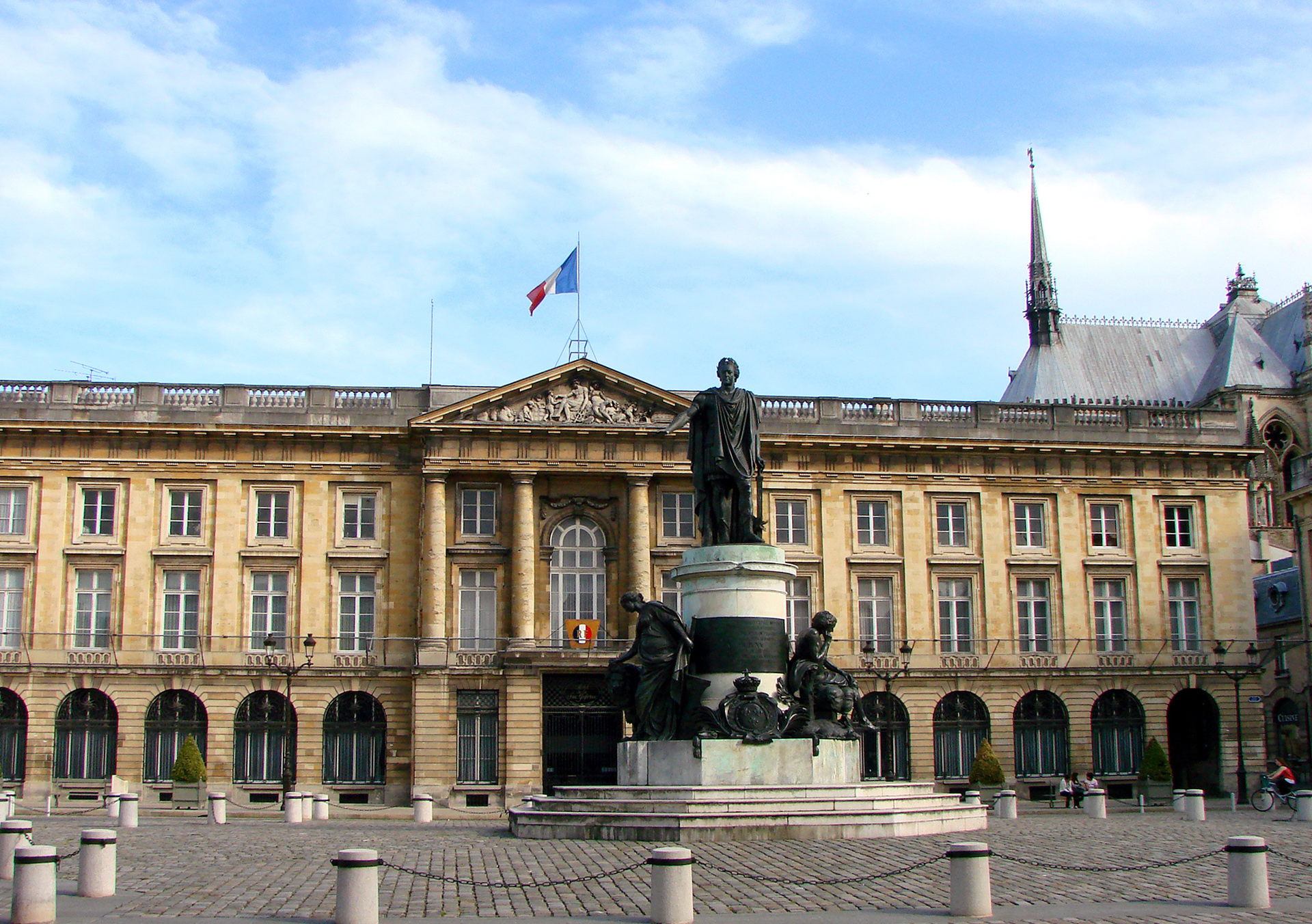
Statue Ludwigs XV. auf der Place Royale vor dem Hôtel des Fermes (Sitz der Unterpräfektur)

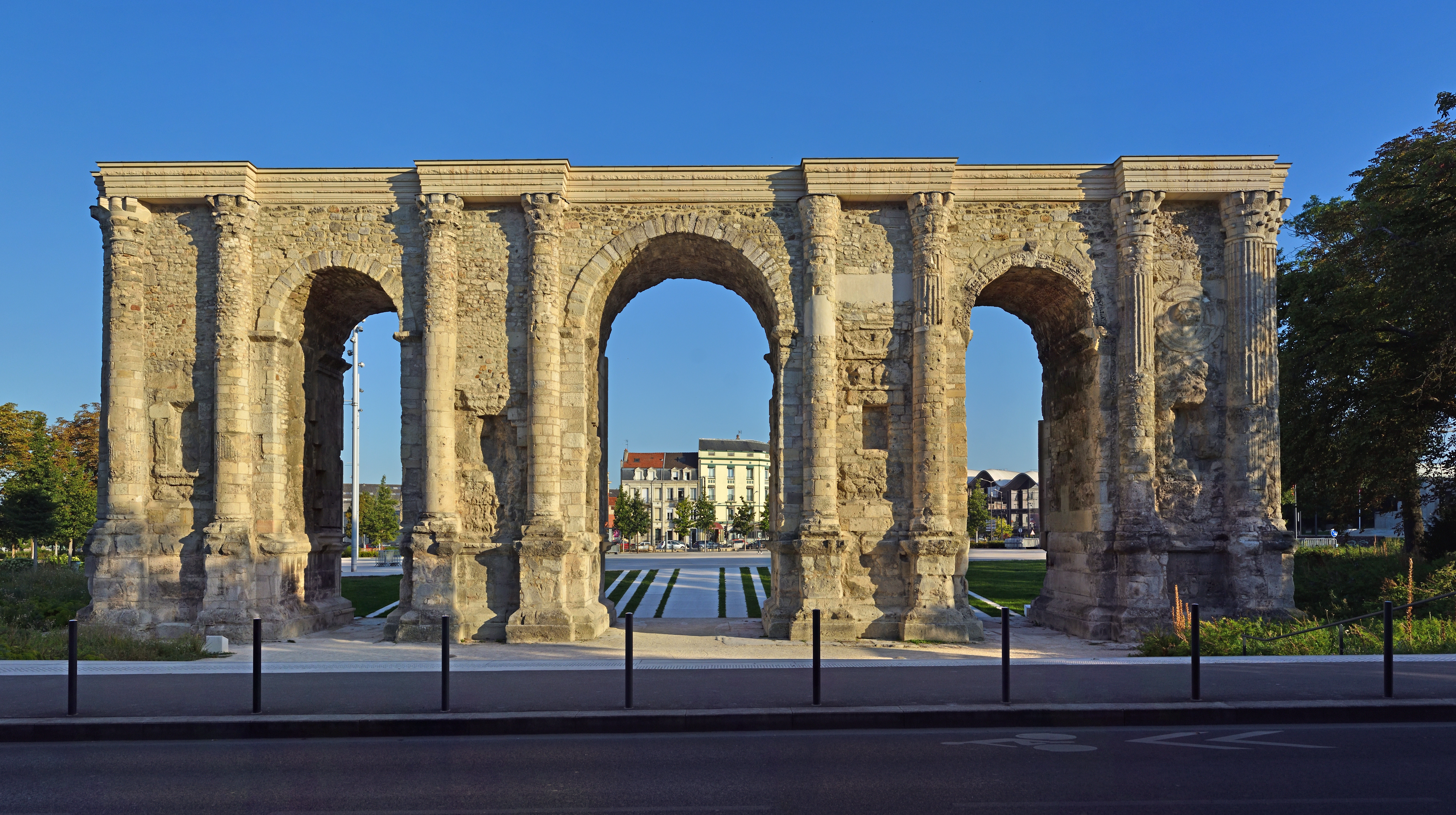
Porte de Mars von Südosten

Die wichtigsten Plätze in Reims sind die Place Royale („Königlicher Platz“) mit einer Statue von Ludwig XV., und die Place du Parvis („Kirchenvorplatz“) mit einer Statue von Jeanne d’Arc. Die wichtigste Hauptstraße, Rue de Vesle, durchquert die Stadt von Südwesten nach Nordosten und kreuzt dabei die Place Royale. Das älteste Monument der Stadt ist das Marstor (la Porte de Mars), ein 33 Meter langer und 13 Meter hoher Triumphbogen (arc de triomphe) mit drei Bögen.
Siehe auch: Liste der Monuments historiques in Reims

### Kirchen

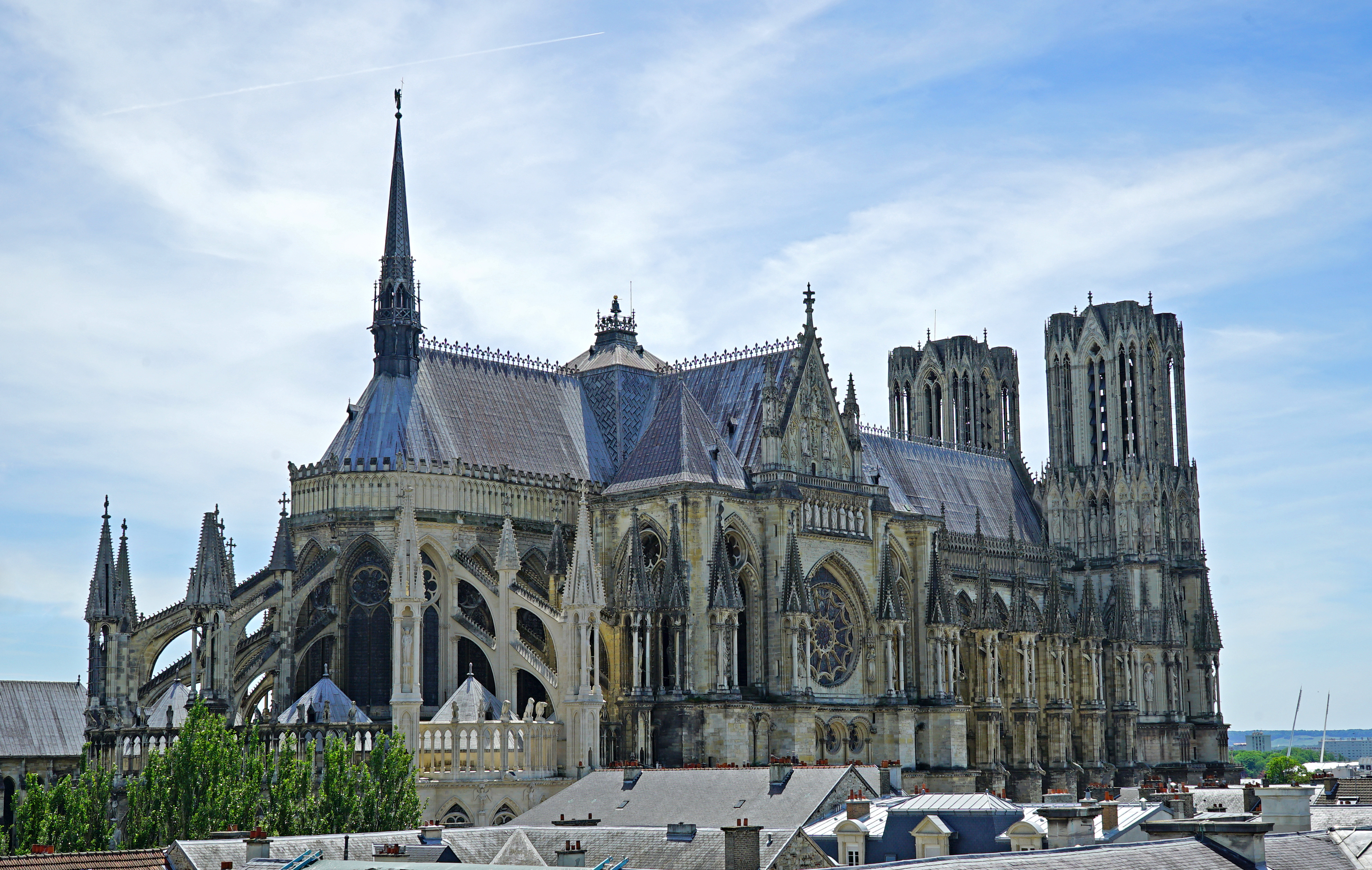
Kathedrale Notre-Dame de Reims

#### Die Kathedrale Notre-Dame de Reims
Die Kathedrale Notre-Dame de Reims gilt als eine der architektonisch bedeutendsten gotischen Kirchen Frankreichs. Vom zwölften bis zum 19. Jahrhundert wurden hier die französischen Könige gekrönt. Sie zählt seit 1991 neben dem Palais du Tau und der Basilika Saint-Remi zum UNESCO-Weltkulturerbe.

#### Die Basilika Saint-Remi
Die Basilika Saint-Remi, die fast so groß wie die Kathedrale ist, gehörte früher zu einer bedeutenden Abtei. Bedeutende Bauepochen der Basilika waren das elfte (Krypta), zwölfte (Chor), dreizehnte (Apsis) und 15. Jahrhundert (südliches Querschiff). Die Basilika wurde während der Französischen Revolution geplündert. Es sind jedoch noch farbige Fenster aus dem zwölften Jahrhundert erhalten.
Die Kirchen Saint-Jacques, Saint-Maurice, Saint-André und Saint-Thomas sind architektonisch und kunstgeschichtlich weniger interessant. Von der Kirche Saint-Nicaise sind nur noch einige Ruinen erhalten.

### Paläste, Theater und Bibliotheken

#### Der Palast von Tau(Palais du Tau)

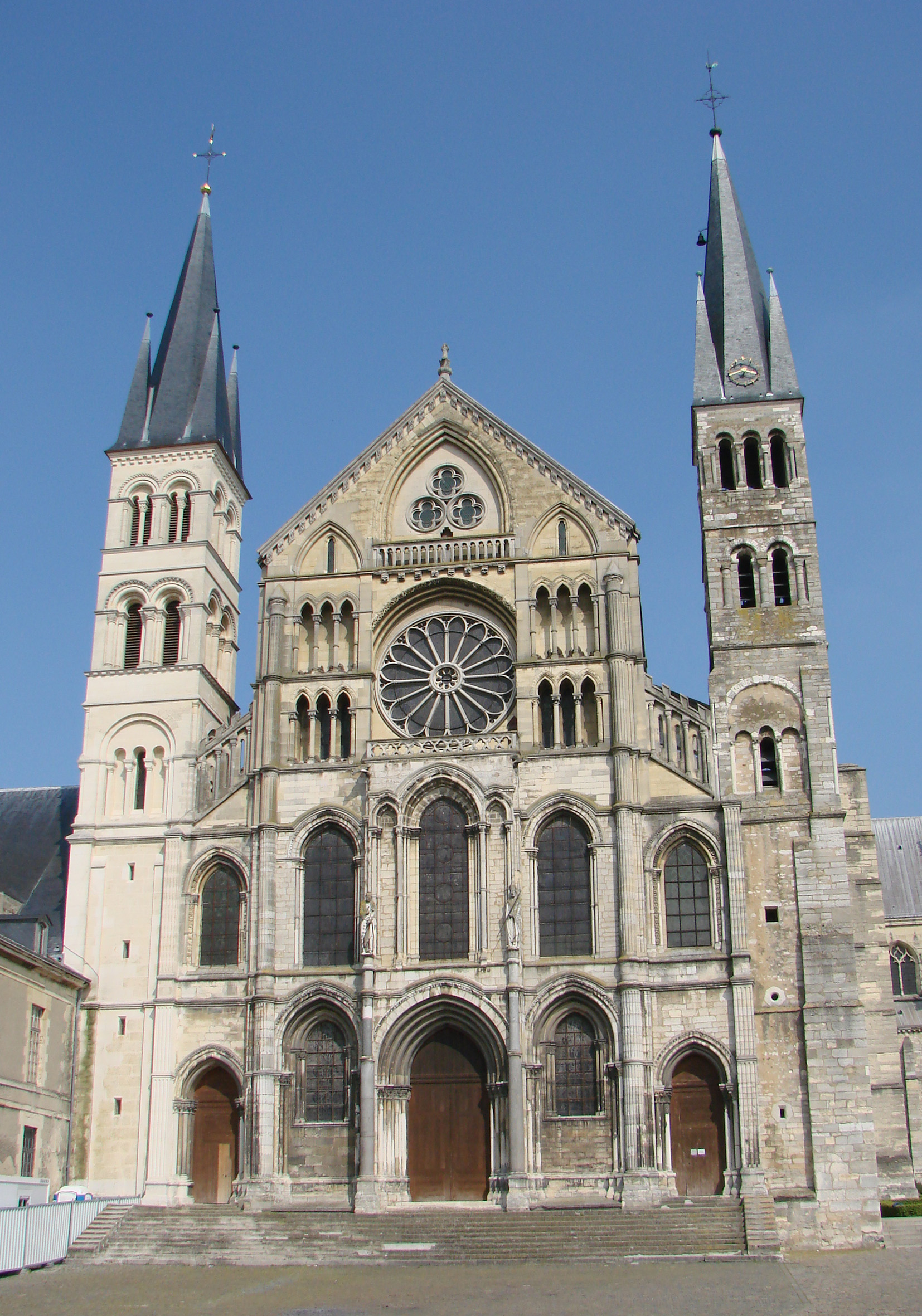
Basilika Saint-Remi

Der Palast des Erzbischofs wurde zwischen 1498 und 1509 erbaut. Er beherbergte die französischen Könige bei ihren Krönungsfeierlichkeiten. Besonders beeindruckend ist der mächtige Kamin im Hauptsalon (Salle du Tau) aus dem 15. Jahrhundert. Die Kapelle und der Hauptsalon sind mit Wandteppichen aus dem 17. Jahrhundert geschmückt. Der Name des Palastes entlehnt sich von der Ähnlichkeit des Grundrisses des Palastes mit dem griechischen Buchstaben Tau.

#### Cours Langlet
Die Fassaden entlang dem Prachtboulevard, der zur Kathedrale führt, bilden ein Résumé der architektonischen Optionen der reconstruction der im Ersten Weltkrieg zerstörten Stadt.

#### Grand Théâtre
Ein Art-déco-Bau von überregionaler Bedeutung, wurde das Theater 1931 eröffnet. Auffällig sind die Brunnenschalen und ein Basrelief, schmiedeeiserne Treppengeländer mit goldenen Masken und ein mächtiger Brustschild-Leuchter unter der Saalkuppel.

#### Bibliothèque Andrew Carnegie
Die Carnegie-Bibliothek wurde 1928 eröffnet und benannt nach dem amerikanischen Milliardär und Philanthropen Andrew Carnegie, einem Finanzierer der reconstruction der Stadt nach dem Ersten Weltkrieg. Von außen wie ein kleiner griechischer Tempel wirkend, präsentiert sich das Vestibül als raffiniertes Art-déco-Juwel. „Besonders hervorzuheben sind die für Frankreich ungewöhnliche halbzylindrische Form und die wunderschönen Mosaiken und Gläserbecken im Eingangsbereich. Etwa 400 000 Dokumente werden hier aufbewahrt.“

### Sonstige Sehenswürdigkeiten
Das im Jahre 1794 im Laufe der Revolution gegründete Museum der schönen Künste (Musée des Beaux-Arts de Reims), das sich seit 1908 in der alten Abtei Saint-Denis befindet, beherbergt eine interessante Sammlung vor allem flämischer, holländischer und französischer Gemälde. Außerdem sind noch Reste des römischen Amphitheaters erhalten geblieben. Zur Verteidigung des Stadtgebiets wurde um 1880 das Fort de la Pompelle auf dem Gebiet der Gemeinde Puisieulx, südöstlich von Reims, errichtet.
Das Museum der Übergabeerklärung (Musée de la Reddition) in der Schule Lycée Franklin Roosevelt zeigt unter anderem den Saal mit den Generalstabskarten General Eisenhowers, in dem von Generaloberst Jodl, im Auftrag von Karl Dönitz, am 7. Mai 1945 die Kapitulationserklärung der deutschen Wehrmacht unterzeichnet wurde.
Im Norden von Reims liegt die Kapelle Notre-Dame de la Paix des japanisch-französischen Künstlers Tsuguharu-Leonard Foujita (geweiht 1966). Die Fenster der Kapelle wurden vom Glasbaumeister Charles Marq gefertigt, der auch die Marc-Chagall-Fenster in der Kathedrale Notre-Dame hergestellt hat. In der Kapelle ist das Leben Jesu in Fresken dargestellt. Foujitas Stil lehnt sich ausdrücklich an Leonardo da Vinci an, nach dem er auch seinen zweiten – christlichen – Vornamen gewählt hat. Dabei schlägt er thematisch eine Brücke zur Moderne, indem er sich in den Makabren Tänzen auf die Atombombenabwürfe auf Hiroshima und Nagasaki bezieht. Foujita ist in der Kapelle begraben.

### Festivals
Seit 2003 findet in Reims alle zwei Jahre das Clin d’oeil, das größte gebärdensprachige Kulturfestival in Europa statt.

## Wirtschaft und Infrastruktur

### Verkehr
Schon zur Römerzeit lag Reims am Schnittpunkt mehrerer wichtiger Straßen. Auf dem seit 1854 in Betrieb befindlichen zentralen Bahnhof am Nordwestrand des Stadtzentrums treffen sich im Wesentlichen die regionalen Bahnlinien, betrieben von einer der TER-Töchter der SNCF. Der größte Teil des Fernverkehrs hält im neu geschaffenen Bahnhof Champagne-Ardenne TGV 4½ km südlich des Stadtzentrums in der Nachbargemeinde Bezannes. Zwischen beiden Bahnhöfen verkehren regelmäßig Pendelzüge. Die Autoroute de l’Est verlief ursprünglich mitten durch die Stadt, weniger als einen Kilometer von der Kathedrale entfernt entlang dem seit 1866 bestehenden Canal de l’Aisne à la Marne. Seit 2010 wurde eine großräumige Umfahrung von Reims in Betrieb genommen, die ursprüngliche A4 auf diesem Abschnitt zur A344 umbenannt. Im April 2011 ging die Straßenbahn Reims in Betrieb; das elf Kilometer lange Streckennetz wird von zwei Linien befahren. Zusätzlich verkehren Busse.

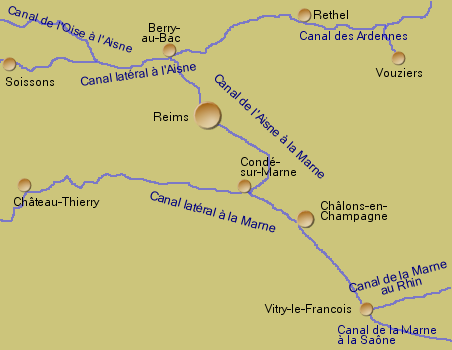
Reims im regionalen Kanalsystem
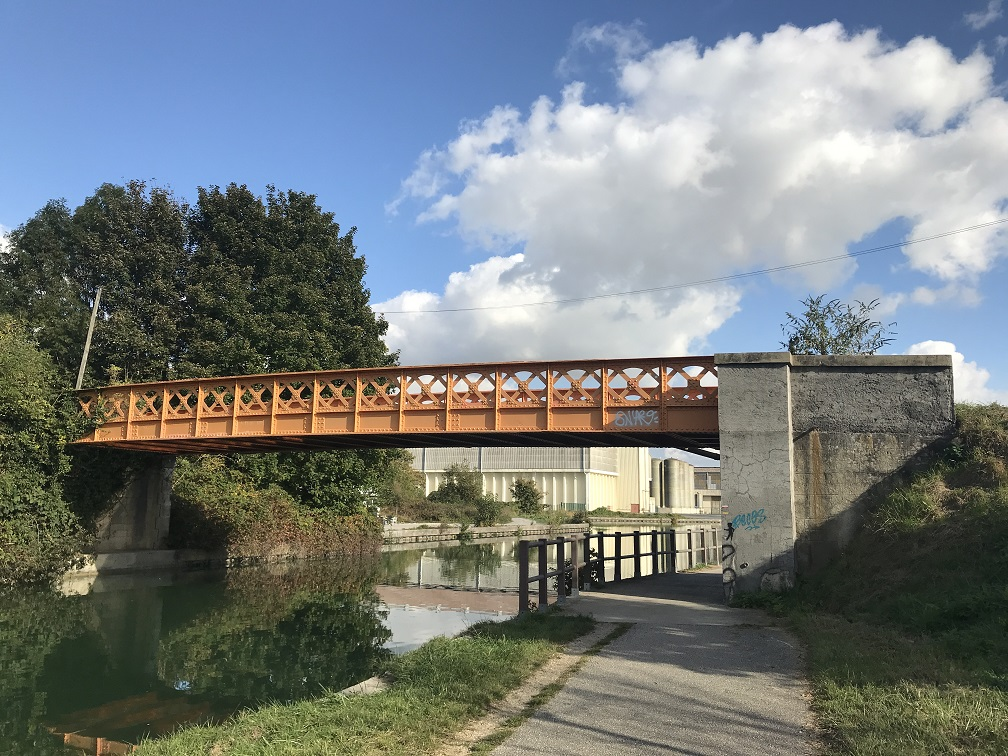
Straßenbrücke Pont de Vrilly über den Canal de l’Aisne à la Marne
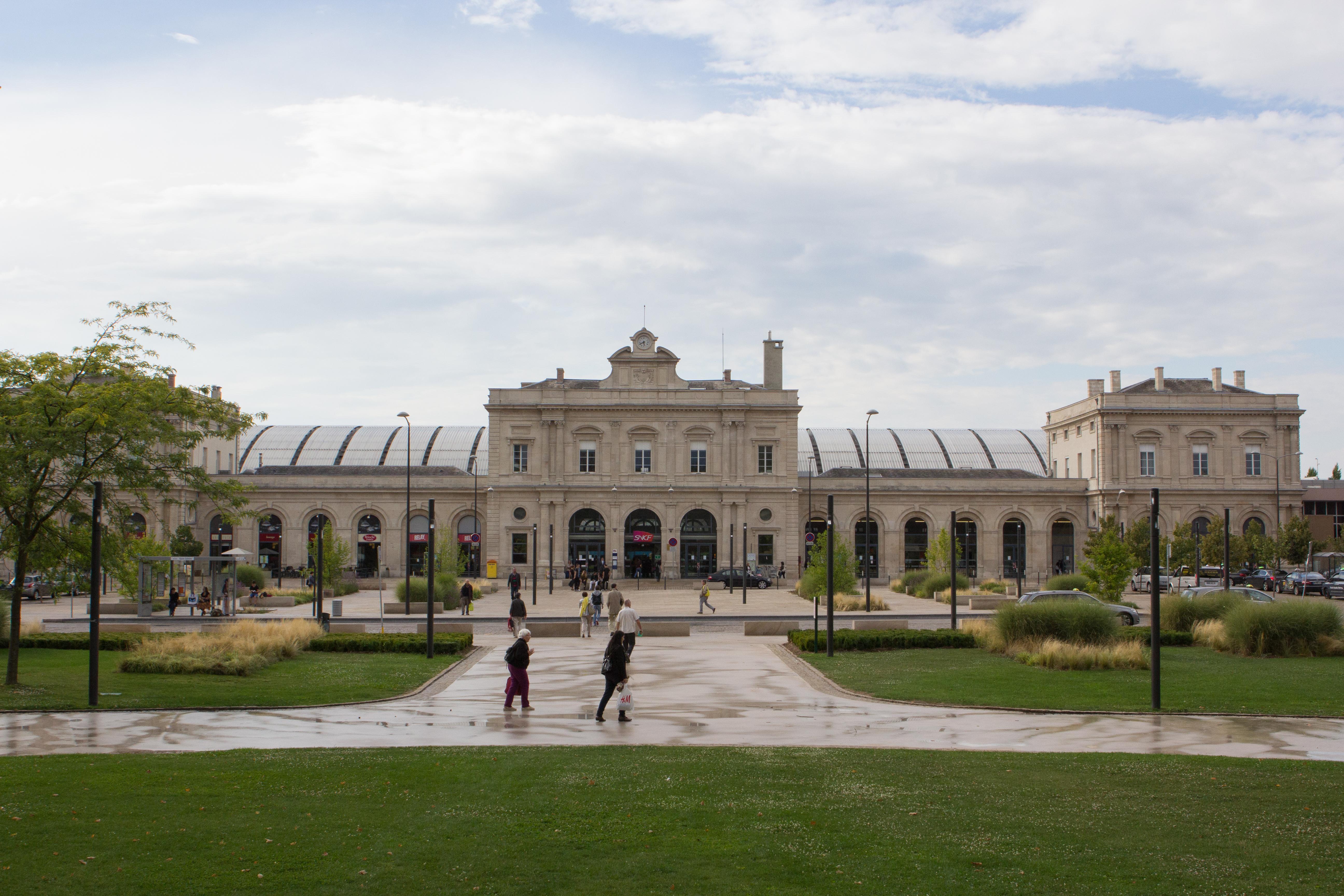
Empfangsgebäude des Bahnhofs
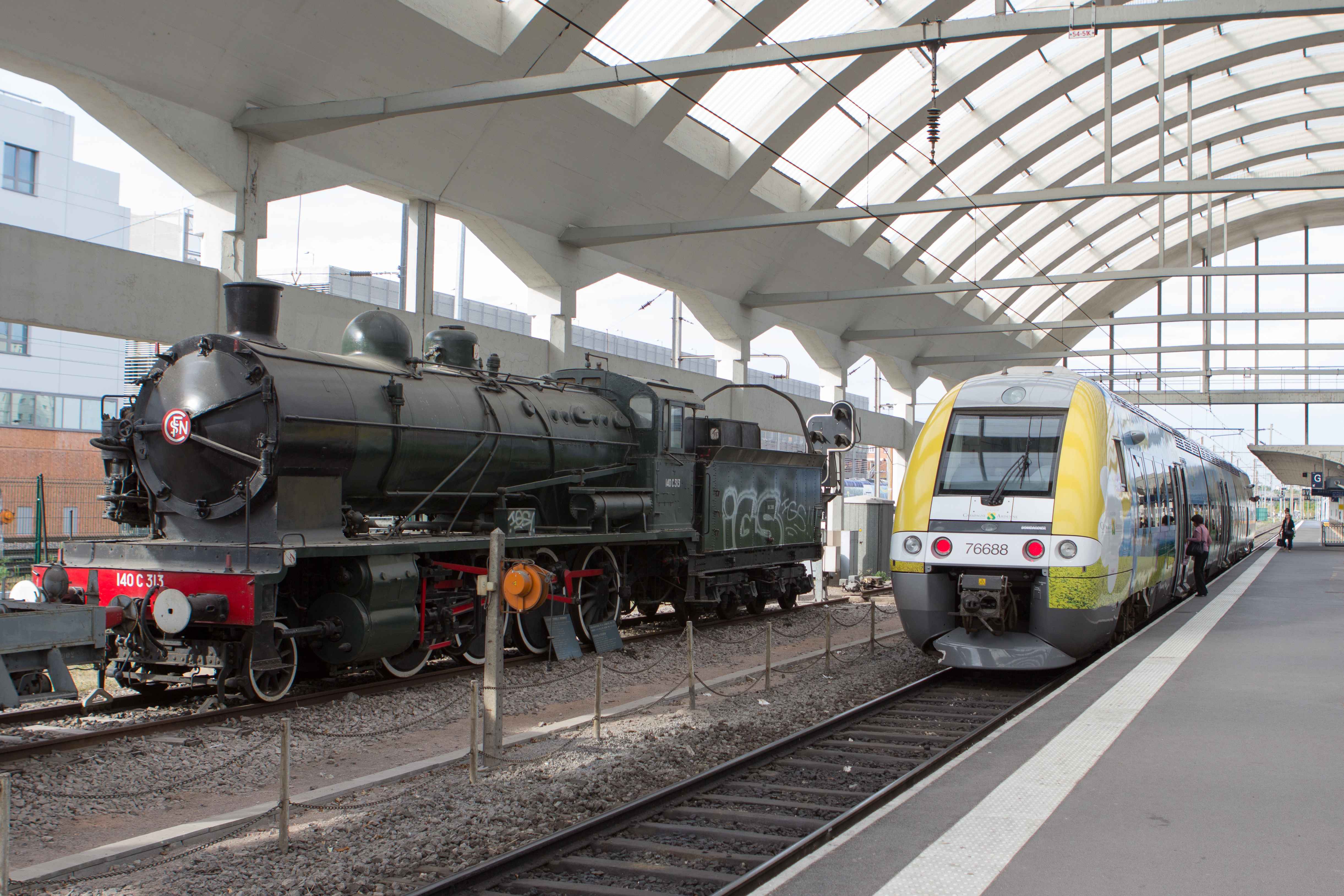
Denkmallokomotive und Regionalzug in der Bahnhofshalle
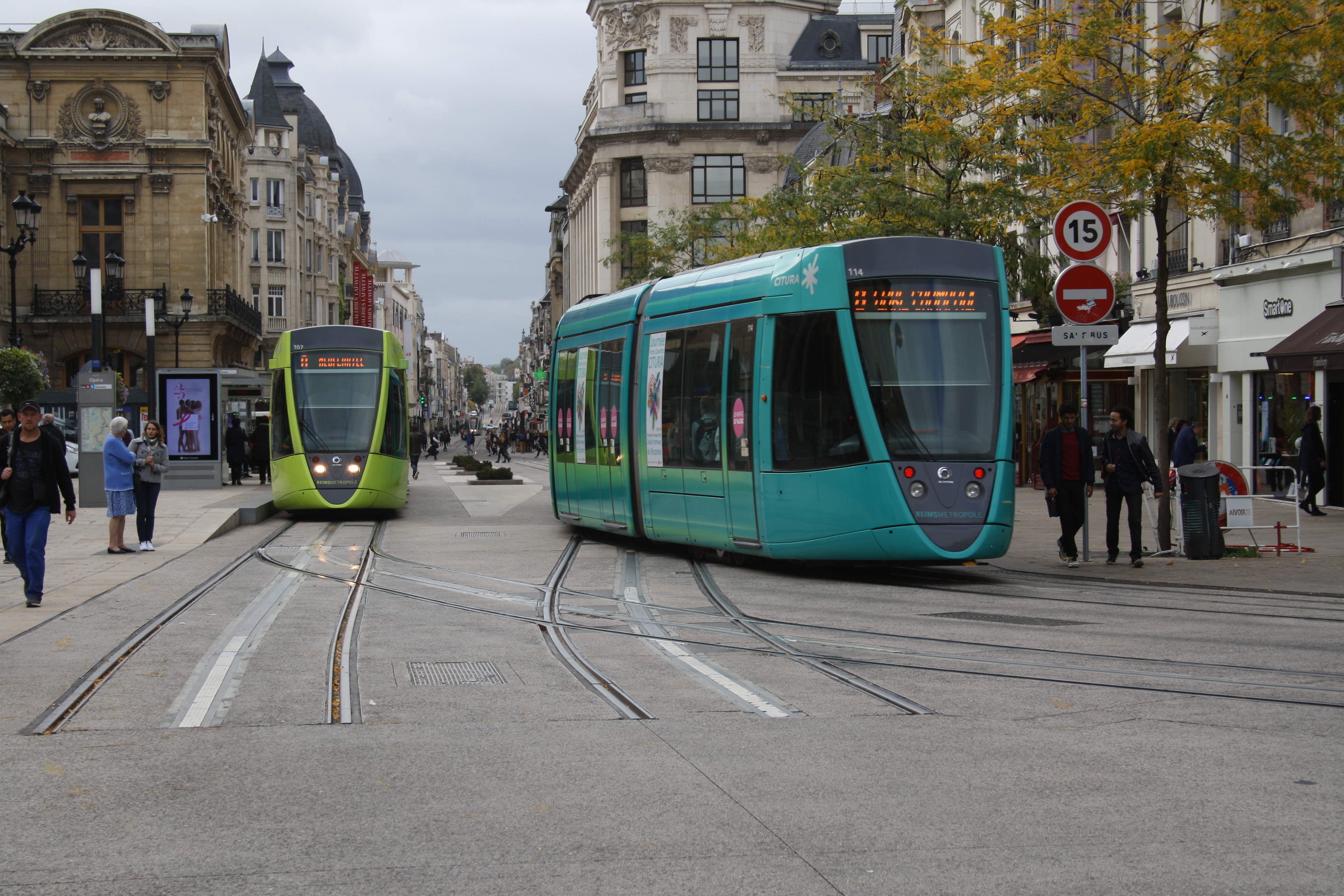
Straßenbahnen an der Place Myron Herrick

### Wissenschaft und Technik
Reims ist Sitz einer Universität. Die „Universität von Reims und der Region Champagne-Ardenne“ (französisch Université de Reims Champagne-Ardenne, Abk. URCA) ist 1971 aus mehreren, in den 1960er Jahren gegründeten Hochschuleinrichtungen entstanden. Sie steht in der Tradition einer 1548 auf Vorschlag des Kardinals von Lothringen von Papst Paul III. zur Universität erhobenen Domschule, die aber 1793 wieder aufgelöst wurde. Die naturwissenschaftliche Faculté des Sciences befindet sich im Südosten der Stadt, die geisteswissenschaftliche Faculté des Lettres im Südwesten. Die Universität hat darüber hinaus Außenstellen in Troyes, Charleville-Mézières und Châlons-en-Champagne.
Zudem befindet sich im ehemaligen Jesuitenkloster in Reims ein Campus der renommierten Sciences Po Paris.
Die Universitätskliniken (Centres Hospitaliers Universitaires de Reims), der größte Arbeitgeber in der Stadt, sind teils auf einem großen Areal im Süden konzentriert, teils über die ganze Stadt verteilt.
Reims ist Sitz des Flugzeugherstellers Reims Aviation.

### Champagner

Eingang des Champagner-Stammhauses G. H. Mumm (1896–1898)

Reims ist neben Épernay das wichtigste Zentrum der Champagnerherstellung. Der Champagner lagert zum Teil in Kellern und Tunneln, die schon zu Zeiten der Römer in den Kalkfelsen gegraben wurden.

### Militär
Der große Flugplatz in der nördlichen Nachbargemeinde Bétheny war bis 2011 die Luftwaffenbasis Base aérienne 112 Reims-Champagne und war nach der Universitätsklinik und städtischen Einrichtungen der drittgrößte Arbeitgeber am Ort. Entsprechend der strategisch wichtigen Lage gibt es mehrere weitere (ehemalige) Kasernen, darunter die Caserne Jeanne-d’Arc und die Caserne Colbert.

## Sport
Einer der ältesten Sportvereine der Stadt ist Régates rémoises, ein 1854 gegründeter und noch heute aktiver und erfolgreicher Ruderclub. In Reims ist der Fußballverein Stade de Reims beheimatet, der insbesondere in den beiden Jahrzehnten nach dem Zweiten Weltkrieg den professionellen Fußballsport in Frankreich dominierte (sechs Meistertitel und zwei Pokalsiege bei den Männern, dazu ein Jahrzehnt später auch fünf Landesmeisterschaften bei den Frauen). Heute (Saison 2021/22) spielt Stade in der Ligue 1; seine Heimspiele trägt er im Stade Auguste-Delaune aus, dessen Neubau 2008 fertiggestellt wurde.
Bekannt war Reims seit 1926 durch die sieben Kilometer westlich gelegene Motorsport-Rennstrecke Circuit de Reims-Gueux, auf der auch Formel-1-Rennen ausgetragen wurden. Die Strecke wurde 1972 geschlossen. Reste der Streckenanlage sind bis heute noch erhalten.
In Reims fand 1928 auch die erste offizielle Dreiband-Weltmeisterschaft statt. Zudem war die Stadt mit ihrem Stade Vélodrome insbesondere in den 1950ern ein Mekka des französischen Bahnradsports. 2010 war Reims zum elften Mal seit 1936 Etappenort der Tour de France.
Seit 1984 findet im Oktober in Reims ein Marathon statt, der mittlerweile zusammen mit einem Halbmarathon und einem 10-km-Lauf ein Teil der Laufveranstaltung Reims à toutes jambes ist.

## Persönlichkeiten

### Söhne und Töchter der Stadt
- Jeanne Added (* 1980), Singer-Songwriterin und Jazzmusikerin
- Aude Banasiak (* 1975), Fußballspielerin
- Albert Batteux (1919–2003), Fußballtrainer und Fußballspieler
- Jean Baudrillard (1929–2007), Philosoph und Soziologe
- Bruno Bonhuil (1960–2005), Motorradrennfahrer
- Jean-François Boulart (1776–1842), General der Artillerie
- Ludovic Butelle (* 1983), Fußballspieler
- Claude-Marie-Louis-Emmanuel Carbon de Flins des Oliviers (1758–1806), Schriftsteller
- George Casalis (1917–1987), evangelisch-reformierter Pastor, Résistance-Kämpfer, Befreiungstheologe und Hochschullehrer
- Pierre Cauchon (um 1370 – 1442), Bischof von Beauvais und königlicher Berater
- Léon Chavalliaud (1858–1919), Bildhauer
- Barbe-Nicole Clicquot-Ponsardin (1777–1866), Champagnerindustrielle
- André Colbert (1647–1704), Bischof von Auxerre
- Jean-Baptiste Colbert (1619–1683), Staatsmann und Begründer des Merkantilismus
- Nicolas Colbert (1628–1676), Bischof von Luçon und Auxerre
- Baude Cordier (vor 1364 – vor 1400), Komponist und Harfenspieler der Frührenaissance
- Maurice Couve de Murville (1907–1999), konservativer Politiker
- Laurent Cuniot (* 1957), Komponist, Dirigent und Musikpädagoge
- Henri Dallier (1849–1934), Komponist und Organist
- Charles Deckert (1880–?), Turner
- Aimable Denhez jr. (1945–1985), Radrennfahrer
- Antoine Dorfeuille (1754–1795), Schauspieler, Publizist und Revolutionär
- Joshua Dubau (* 1996), Radrennfahrer
- Hugo Ekitiké (* 2002), Fußballspieler
- Henry Elliott (* 1946), Hochspringer
- Jean-Baptiste Drouet d’Erlon (1765–1844), Revolutionsgeneral
- Philippe Entremont (* 1934), Pianist und Dirigent
- Didier Eribon (* 1953), Philosoph und Autor
- Antoine Faivre (1934–2021), Religionswissenschaftler
- Maurice Falvy (1888–1970), General
- Pauline Ferrand-Prévot (* 1992), Radsportlerin
- Marion Fiack (* 1992), Stabhochspringerin
- Bernard Fresson (1931–2002), Filmschauspieler
- Marie Gayot (* 1989), Leichtathletin
- Pierre Geoffroy (1939–1994), Journalist, Fußballtrainer und -funktionär
- Daniel Goeudevert (* 1942), Manager und Unternehmensberater
- Élodie Gossuin (* 1980), Model
- Jean-Nicaise Gros (1794–1857), Bischof von Versailles
- Philippe Haezebrouck (* 1954), Autorennfahrer
- Henri Heintz (* 1946), Radrennfahrer
- Joseph-Jean Heintz (1886–1958), römisch-katholischer Bischof
- Philippe Henriot (1889–1944), Politiker der Regierung Pétain
- Gunthar von Hildesheim († 835), Bischof des Bistums Hildesheim
- Samuel Koeberlé (* 2004), Fußballspieler
- Johann-Joseph Krug (1800–1866), deutscher Unternehmer, Gründer des Champagnerhauses Krug
- Jean Baptiste de La Salle (1651–1719), Priester, Pädagoge und Ordensgründer
- Simon Nicolas Henri Linguet (1736–1794), Schriftsteller
- René Masclaux (* 1945), Fußballspieler
- Armand Marcelle (1905–1974), Ruderer
- Édouard Marcelle (1909–2001), Ruderer
- René Maronnier (1898–1981), Radrennfahrer
- Henri Marteau (1874–1934), deutsch-französischer Violinist und Komponist
- Jean-Charles Mattei (* 1982), Shorttracker
- Olivier Métra (1830–1889), Komponist und Dirigent
- Edmond Missa (1861–1910), Komponist
- Marcel Moreau (* 1936), Fußballspieler
- Jean-David Morvan (* 1969), Comiczeichner
- Alexandre Noll (1890–1970), Holzbildhauer und Möbeldesigner
- Nelson Panciatici (* 1988), Rennfahrer
- Jean-Claude Pecker (1923–2020), Astrophysiker
- Emmanuel Peillet (1914–1973), Literatur-, Philosophielehrer, Schriftsteller und Fotograf
- Marcel Pesch (1910–1985), luxemburgischer Radrennfahrer
- Robert Pires (* 1973), Fußballspieler
- Noël-Antoine Pluche (1688–1761), Theologe, Naturwissenschaftler und Schriftsteller
- Henri Prilleux (1888–?), Turner
- Alberich von Reims (ca. 1085–1141), Scholastiker
- Michel Robin (1930–2020), Schauspieler
- Louis-Marie Rocourt (1743–1824), letzter Abt von Clairvaux
- Bernard Roques (* 1935), Chemiker und Pharmakologe
- Léon Rothier (1874–1951), Sänger (Bass)
- Lorine Schild (* 2005), Eiskunstläuferin
- Vincent Ségal (* 1967), Cellist
- Jacques Simon (1890–1974), Glaskünstler und Maler
- Clément Tabur (* 2000), Tennisspieler
- Catherine Vautrin (* 1960), Politikerin
- Ernest Vicogne (1888–1975), Turner
- André Van Vierst (1904–1991), Radrennfahrer
- Jakob von Vitry (1160/70–1240), Kardinal
- Émile Wenz (1863–1940), Wollhändler und Pionier der Luftbildfotografie
- Paul Wenz (1869–1939), französisch-australischer Wollhändler und Schriftsteller
- Woodkid (Yoann Lemoine) (* 1983), Musiker und Regisseur

### In Reims gelebt und gestorben
- Abel von Reims, († 764), Erzbischof von Reims
- Robert Briçonnet († 1497), Erzbischof von Reims
- Brun (925–965), Erzbischof von Köln und Bruder Ottos I.
- Flodoard von Reims (894–966), westfränkischer Chronist
- Tsuguharu-Léonard Foujita (1886–1968), japanisch-französischer Maler und Grafiker; in der von ihm ausgestalteten Foujita-Kapelle in Reims bestattet
- Henri Germain (1906–1990), Fußballfunktionär
- Florenz-Ludwig Heidsieck (1749–1828), deutsch-französischer Unternehmer, Champagner-Haus-Gründer
- Robert Jonquet (1925–2008), Fußballnationalspieler
- Karlmann I. (751–771), Bruder Karls des Großen, König der Franken
- Johann-Joseph Krug (1800–1866), deutsch-französischer Unternehmer und Gründer des Champagnerhauses Krug
- Benoît-Marie Langénieux (1824–1905), Erzbischof von Reims
- Hugo Libergier (1229–1263), Baumeister der französischen Hochgotik
- Alfred Lichtenstein (1889–1914), deutscher Jurist und expressionistischer Schriftsteller
- Liutwin († 717), Klostergründer in Mettlach und Bischof in Trier, Laon und Reims
- Louis-Henri-Joseph Luçon (1842–1930), Erzbischof von Reims
- Ludwig IV. (920/21–954), westfranzösischer König
- Guillaume de Machaut (1300/05–1377), Komponist und Dichter
- Herbert MacKay-Fraser (1927–1957), US-amerikanischer Rennfahrer
- Jean-Marie Maury (1907–1994), Erzbischof von Reims
- Luigi Musso (1924–1958), italienischer Formel-1- und Sportwagen-Rennfahrer
- Philipp VI. (1293–1350), König von Frankreich
- Remigius von Reims (≈436–533), gallo-fränkischer Bischof, taufte den Merowingerkönig Chlodwig I.
- Turpin von Reims (vor 751–794), erster Erzbischof in Reims
- Eduard Werle (1801–1884), Bürgermeister von Reims und Deputierter im französischen Parlament